# Габель Людмила Орестівна
Людмила Орестівна Габель (грудень 1876, Санкт-Петербург, Російська імперія — 10 квітня 1967, Харків, Українська РСР, СРСР) — українська бібліотечна та громадська діячка, юристка. Народилася в тюрмі, її батьки були ув'язнені революціонери народники. Член Комітету сільських бібліотек та Книжкової комісії Харківського товариства грамотності. Одна з перших жінок допущенних до навчання на юридичному факультеті Харківського імператорського університету. Організатор бібліотеки при дитячому суді Харкова.

## Життєпис
Людмила Габель була першою дитиною у родині революціонерів народників — Ореста Мартиновича та Августини Станіславівни Габель, поляків за походженням. У 1876 році Орест і Августина були членами гуртка, який готував втечу з тюрми Сергія Ковалика та Порфирія Войнаральського. Однак план не вдалося здійснити, а його організатори були схоплені. На момент арешту Августина Станіславівна була при надії й народила дочку в грудні 1876 року у Литовському замку. По народженні Людмили стан матері погіршав і їх з дитиною перевели до лазарету. Через деякий час дівчинку віддали старшій сестрі матері — Олені Лінбек, дружині стоматолога Самуїла Лінбека. Перші місяці життя Людмила прожила з тіткою, через пів року була звільнена матір Августина, перед усім завдяки знайомству її сестри Олени з впливовим чиновником Анатолієм Коні. Невдовзі був винесений вирок батькові Людмили, Ореста Габеля засудили до заслання у Західний Сибір, Августина вирішила поїхати за ним. Влітку 1878 року вона з первістком Людмилою вирушила до Балаганська, де знаходився чоловік.
У 1887 році термін заслання батька закінчився і родина переселилася до Харкова. Людмила здобула середню освіту у Другій харківській жіночій гімназії зі званням домашньої наставниці. У 1890-х роках, подібно батькам, долучилася до бібліотечного руху Харкова. У 1894 році стала членом Харківської громадської бібліотеки та брала активну участь у її діяльності. Виконувала різні бібліотечні обов'язки та долучалася до захисту прав безоплатних працівниць бібліотеки на загальних зборах.
Активну участь Людмила Габель брала у діяльності Комітету з влаштування сільських бібліотек Харківського товариства грамотності. З 1898 року вона була членкинею та працівницею цього комітету, а також членкинею його Книжкової комісії. Вона докладала багато зусиль щодо відкриття нових бібліотек у межах Харківської губернії. Передавала досвід організації сільських бібліотек та постачанням їх книгами.
З юнацьких років Людмила захоплювалася революційними ідеями. 1901 року була вперше заарештована. Її підозрювали у причетності до Харківської групи соціалістів-революціонерів. Проводився обшук, який не виявив у Людмили забороненої літератури. Однак за зв'язок зі столичними революціонерами її відвезли до Санкт-Петербурга, де притягнули визнання провини. Після повернення до Харкова за нею був встановлений особливий нагляд, який тривав з 5 червня до 13 вересня 1901 року. Разом із сестрою Марією була членкинею бойової дружини В. О. Талаєва, брала участь у політичних подіях 1905 року.
У вересні 1904 року вона звернулася із проханням до попечителя Харківського навчального округу про клопотання перед Міністерством народної просвіти, щоб її було допущено до слухання лекцій на юридичному факультеті Харківського університету. Прохання було схвалене і вона разом з дворянкою Домбровською стали першими жінками, які навчалися на юридичному факультеті Харківського університету.
Взимку 1907 року за наказом генерал-губернатора книжковий склад Комітету було опечатано.  На той час там зберігалося багато забороненої літератури. Людмилі Габель, вдалося потрапити всередину не порушивши печатки та винести заборонену літературу. Закриття складу на пів року і нові обмеження у роботі бібліотек дуже ускладнили роботу Комітету і на початку 1910 року він був закритий, а Людмилу й інших співробітників Комітету заарештували за обвинуваченням у розповсюдженні революційної літератури. 8 березня 1910 року вона була звільнена з тюрми під заставу 3000 карбованців. Тоді ж за нею був встановлений негласний нагляд, що тривав до 29 березня 1912 року, коли членів комітету виправдали, бо не змогли довести їх протиправну діяльність.
Після виправдання Людмила активно долучилася до феміністичного руху міста. Активістки розв'язували питання захисту прав жінок з вищою освітою, створили харківський відділ Ліги рівноправності жінок, на той час один з двох у Російській імперії. Знаходився він у квартирі Людмили Габель.
У травні 1912 року Людмила успішно закінчила навчання на юридичному факультеті Харківського університету.
Людмила Габель цікавилася питаннями надання юридичної допомоги для членкинь товариств взаємної допомоги працюючих жінок, дитячої злочинності. 16 листопада 1912 року її обрано членом правління новоствореного Харківського товариства патронату над неповнолітніми, згодом стає його секретаркою. Весною наступного року стає безплатною піклувальницею Дитячого суду. Влітку вона стала членкинею Харківської делегації на Першому міжнародному конгресі з питань захисту дітей, що проходив у Брюсселі. Восени вона організувала бібліотеку при камері суду, брала участь у проведенні святкових заходів для  неповнолітніх ув'язнених. У середині жовтня 1913 вона покинула Дитячий суд та опублікувала у харківській пресі кілька листів в яких викривала антигуманне ставлення до дітей працівниками суду.
За радянських часів працювала в Укоопспілці та Союзпредспросі, де намагалася поєднувати роботу з громадською діяльністю. 1950 року написала спогади про діяльність Комітету сільських бібліотек Харківського товариства грамотності. Ці спогади отримали схвальні відгуки на засіданні Комісії з історії бібліотечної справи при Інституті теорії та історії педагогіки Академії педагогічних наук.
Після Другої світової війни оселилася у Будинку спеціалістів у квартирі молодшої сестри Маргарити Габель.
Померла Людмила Орестівна Габель 10 квітня 1967 року у Харкові. Місце поховання невідоме.
Існує суперечлива інформація щодо віросповідання Людмили Габель. У наглядових документах 1901 року вказано, що вона лютеранка, а у документах 1910 року — католичка. Між тим її молодша сестра Маргарита Габель у своїх спогадах писала, що дітей у родині виховували атеїстами.